# POP OF THE WORLD
POP OF THE WORLD （ポップ オブ ザ ワールド）は、2016年4月2日からJ-WAVEで放送されているラジオ番組である。

## 概要
ハリー杉山がナビゲーターを務め、アメリカおよびイギリスの音楽、映画などをメインにした海外ポップカルチャーを紹介する番組。番組ハッシュタグは『#popjwave』。また内包番組という位置付けで、乃木坂46の齋藤飛鳥が『HARRY'S ENGLISH CLASS』コーナーでナビゲーターを務めた。
2016年4月23日放送にて、募集した中から番組名の愛称は『ハリポ』に決定した。
2018年4月7日からは、AbemaTV「AbemaRADIO」チャンネルでの同時配信を開始。
2021年3月6日放送の『HARRY'S ENGLISH CLASS』内で、同コーナーに出演する齋藤が同年3月いっぱいで番組を卒業することが発表された。同年3月27日、配信イベント『J-WAVE BAR ON LINE feat. JON BATIST』内で、4月3日から長濱ねるがナビゲーター（ハリー杉山とのツインナビゲート）としてレギュラー出演することが発表された。また、同日の放送より番組名の愛称が新たに『ハねポ』に決定した。同年12月25日の放送で番組開始から300回を迎えた。
2022年3月12日の放送にて、長濱が同年3月いっぱいで番組を卒業することが発表された。同年4月2日から動画クリエイターのジェニーがツインナビゲーターとしてレギュラー出演開始。同日より番組名の新しい愛称が『ハニポ』、新たに番組リスナーの呼称が『ハニーズ』に決定した。
2024年4月6日からは、『LIFE PLAZA PARTNERS LETTERS TO YOUR PRECIOUS』の開始に伴って10分短縮となり、7時50分までの放送となる。
2025年6月28日放送をもってジェニーが卒業。翌7月5日からはマンスリーナビゲーターとして月替わりで交代する形をとり、7月度はGirls²の増田來亜が担当する。

## 放送・配信時間
いずれもJST。
ラジオ
- J-WAVE 毎週土曜日 6:00 - 8:00（2016年4月2日 - 2024年3月30日）[3]
- J-WAVE 毎週土曜日 6:00 - 7:50（2024年4月6日 - ）[16]

インターネット配信
- AbemaRADIO 毎週土曜日 6:00 - 8:00 (2018年4月7日 - 2019年3月)

## 出演
ナビゲーター
- ハリー杉山（2016年4月2日 - ）[2]
- 増田來亜（Girls²、7月度マンスリーナビゲーター、2025年7月5日 - 26日予定）

その他出演者
- めがねちゃん（番組構成作家、『WHAT'S COOL?』担当・2016年4月2日 - 2021年3月27日、2022年6月18日 - 。『DOGA FOR YA!』『JENNI FROM THE BLOCKBUSTER』担当・2021年5月8日 - 2024年9月28日）
- 笹岡樹里（番組内の『Headline News』、『Weather Information』、『Traffic Information』担当・2016年11月 - ）[注 1]
- シン・ウィス（『POPICS!』第2土曜日担当 他・2020年6月27日 - ）
- YUMA（&TEAM、『&TEAM &POP』担当・2024年10月5日 - ）

過去の出演者
- 齋藤飛鳥 （乃木坂46、『HARRY'S ENGLISH CLASS』担当・2016年4月2日 - 2021年3月27日）[3][7]
- 長濱ねる（ナビゲーター・2021年4月3日 - 2022年3月26日）[8][11]
- 溝渕俊介（『POPICS!』第4土曜日担当 他・2021年5月22日 - 2024年3月23日）
- ジェニー（ナビゲーター・2022年4月2日 - 2025年6月28日）[12][17]

## コーナー

### 現在
- POPICS!（2021年4月3日 - ）[18]

海外セレブやアーティストの最新ニュースを紹介するコーナー。
- SPOPICS!（2021年4月3日 - ）[19]

ハリー杉山がワールドワイドなスポーツ情報を解説するコーナー。
- &TEAM &POP（2024年10月5日 - ）[20]

&TEAMのYUMAが、音楽、ダンス、スポーツ、映画、フィジカル、ファッション、英会話など、世界に目を向けて見つけたトピックスについて、毎週リスナーと学ぶコーナー。
- ALL TIME ANTHEMS（2025年4月5日 - ）[21]

毎月のテーマを元に、ゲストとリスナーがセレクトした洋楽を紹介するコーナー。
これまでの選曲テーマは以下の通りである。
| オンエア月 | 選曲テーマ                      |
| ---------- | ------------------------------- |
| 2025年4月  | UKI UKI POPPIN' ANTHEM          |
| 2025年5月  | FOREVER GOLDEN SONGS            |
| 2025年6月  | SMELLS LIKE SUMMER SPIRIT SONGS |

- WHAT'S COOL?（2016年4月2日 - 2021年3月27日、2022年6月18日 - ）[22]

番組の構成作家「めがねちゃん」が世界の音楽ニュースをハリー杉山と共に紹介する。
2022年6月18日放送回において、クイズ形式にリニューアルした「WHAT'S COOLクイズ」として、本コーナーが復活を果たした。
2022年10月22日放送回において、4ヶ月ぶりに「WHAT'S COOLクイズ」がオンエアされた。これ以降、「WHAT'S COOLクイズ」は首都圏のラジオ局の聴取率調査期間（スペシャルウィーク）において不定期で開催される限定コーナーとなっている。

### 過去
- HARRY'S ENGLISH CLASS（2016年4月2日 - 2021年3月27日）[23]

ハリー杉山が講師となり、受講生役の齋藤に毎週様々な英語をレクチャーする。
- YANASE MEMORY TUNES（2016年4月2日 - 2025年3月29日）[24]

著名人やリスナーの思い出の洋楽をエピソードとともに紹介するコーナー。2018年4月7日よりYANASE提供。
2023年10月7日放送回から、「著名人やリスナーの思い出のドライブソング」を紹介するコーナーとしてリニューアルした。
2025年4月より、後継コーナーの「ALL TIME ANTHEMS」がスタート。
- DOGA FOR YA!（2021年4月3日 - 2022年3月26日）[25]

映画や海外ドラマなどの動画鑑賞が大好きな長濱が、作品にまつわるニュースやゴシップを紹介するコーナー。
- JENNI FROM THE BLOCKBUSTER（2022年4月2日 - 2024年9月28日）[26]

最新の映画やドラマにまつわるニュースやゴシップ、今注目の映画を紹介するコーナー。
- Oriental Koubo Kougyo SPARK'N THE MORNING（2022年10月1日 - 2023年12月30日）[27]

毎月1組のゲストが元気の源について紹介するコーナー。オリエンタル酵母工業提供。

## 代打ナビゲーター
ハリー杉山が都合により当番組をお休みする際に「お留守番ナビゲーター」として代行を務めた。
- 佐々木クリス（2016年6月25日[28]、2017年9月23日[29]、2018年11月24日[30]）
- サッシャ（2019年3月2日[31]）
- 森崎ウィン（2019年12月21日[32]）
- 長濱ねる（2020年12月5日[33]）

## 備考
- 2016年6月29日発売の『別冊カドカワ 総力特集 乃木坂46 vol.02』（KADOKAWA）のラジオ特集企画に当番組が取り上げられ、齋藤のインタビュー記事が掲載された[34]。
- 2019年6月22日発売の『BRODY』（白夜書房）同年8月号のラジオ特集企画に、当番組のナビゲーターとして齋藤のインタビュー記事が掲載された[35]。
- 2021年7月12日発売の『OZ magazine』（スターツ出版）同年8月号とのコラボ企画にて、表紙、特集記事にハリー杉山と長濱が登場した[36]。